# تل سیاه فورگ
تل سیاه فورگ مربوط به دوران پیش از تاریخ ایران باستان است و در شهرستان داراب دوبرجی، غرب شهر واقع شده و این اثر در تاریخ ۱۲ بهمن ۱۳۸۱ با شمارهٔ ثبت ۷۱۶۵ به‌عنوان یکی از آثار ملی ایران به ثبت رسیده است.